# Mbiwi

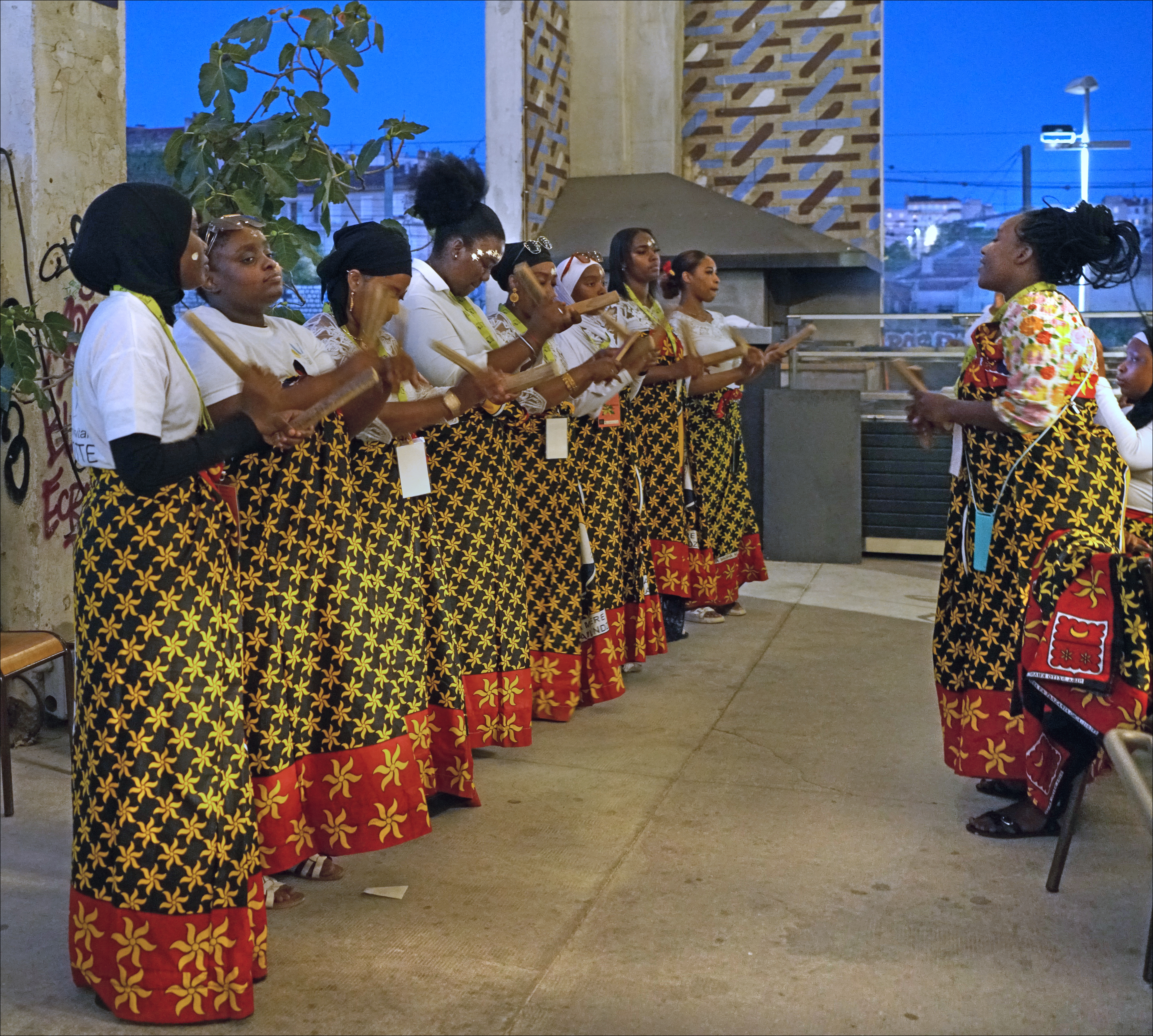
Femmes mahoraises jouant du mbiwi.

Les Mbiwis sont des claves en bambou que les femmes mahoraises entrechoquent en rythme. Ils sont utilisés lors de chants et de danses traditionnels de Mayotte et sont réservés aux femmes. Le mbiwi désigne par extension ces chants et danses. Il est inscrit à l’inventaire national du patrimoine culturel immatériel depuis 2023.

## Déroulement
Le mbiwi est initié par le chant d'une mère mahoraise assise au sein d'un cercle de femme. Les autres femmes reprennent les refrains en cœurs et jouent des claves rythmiquement. Des danses sont alors réalisées au centre du cercle par des femmes qui se lèvent.  Ce sont les mères les plus âgées qui chantent car elles ont appris les paroles quand elles étaient plus jeunes. 